# Cecilia Gasdia
Cecilia Gasdia, née le 14 août 1960 à Vérone (Italie), est une cantatrice (soprano) italienne.

## Biographie

### Carrière artistique
Dans sa jeunesse, Cecilia Gasdia veut devenir pilote mais les femmes ne sont pas admises à l'école d'aéronautique. Elle s'oriente vers le chant et remporte en 1980 la finale du 1er concours de chant télévisé Maria Callas qui se déroulait à Milan en interprétant les airs O quante volte o quante de l'opéra I Capuleti e i Montecchi et Casta diva de l'opéra Norma, tous deux de Bellini ainsi que Piangete voi...Al dolce guidami de Anna Bolena de Gaetano Donizetti. Elle était alors en quatrième année de chant au conservatoire de Vérone, élève de Rina Malatrasi, mais avait déjà participé en tant que choriste au festival estival des Arènes.
À la suite de ce prix, elle fait ses débuts en 1981 dans Luisa Miller dirigé par Gianandrea Gavazzeni à Pavie.
Sa carrière fait un bond en 1982 lorsqu'elle réalise l'exploit de remplacer au pied levé la soprano Montserrat Caballé souffrante, dans Anna Bolena à La Scala de Milan dans une production réalisée pour Maria Callas en 1957.
En 1984, elle joue dans La traviata à Florence mis en scène par Franco Zeffirelli et dirigé par Carlos Kleiber.
En janvier 2018, elle est la première femme nommée surintendante de la Fondation Arena di Verona Opera responsable du Festival de Vérone.

### Engagement politique
À l'occasion des élections municipales italiennes de 2017 à Vérone, Cecilia Gasdia est tête de liste pour les Frères d'Italie mais n'est pas élue.